# Agronomy Journal
Agronomy Journal is een internationaal, aan collegiale toetsing onderworpen wetenschappelijk tijdschrift op het gebied van de landbouwkunde. De naam wordt in literatuurverwijzingen meestal afgekort tot Agron. J. Het wordt uitgegeven door de American Society of Agronomy en verschijnt tweemaandelijks.